# Sint-Laurentiuskerk (Süderende)
De Sint-Laurentiuskerk (Duits: St. Laurentii) is een protestantse parochiekerk in de Duitse plaats Süderende (Fries: Söleraanj) op het Noord-Friese eiland Föhr (Sleeswijk-Holstein).

## Geschiedenis

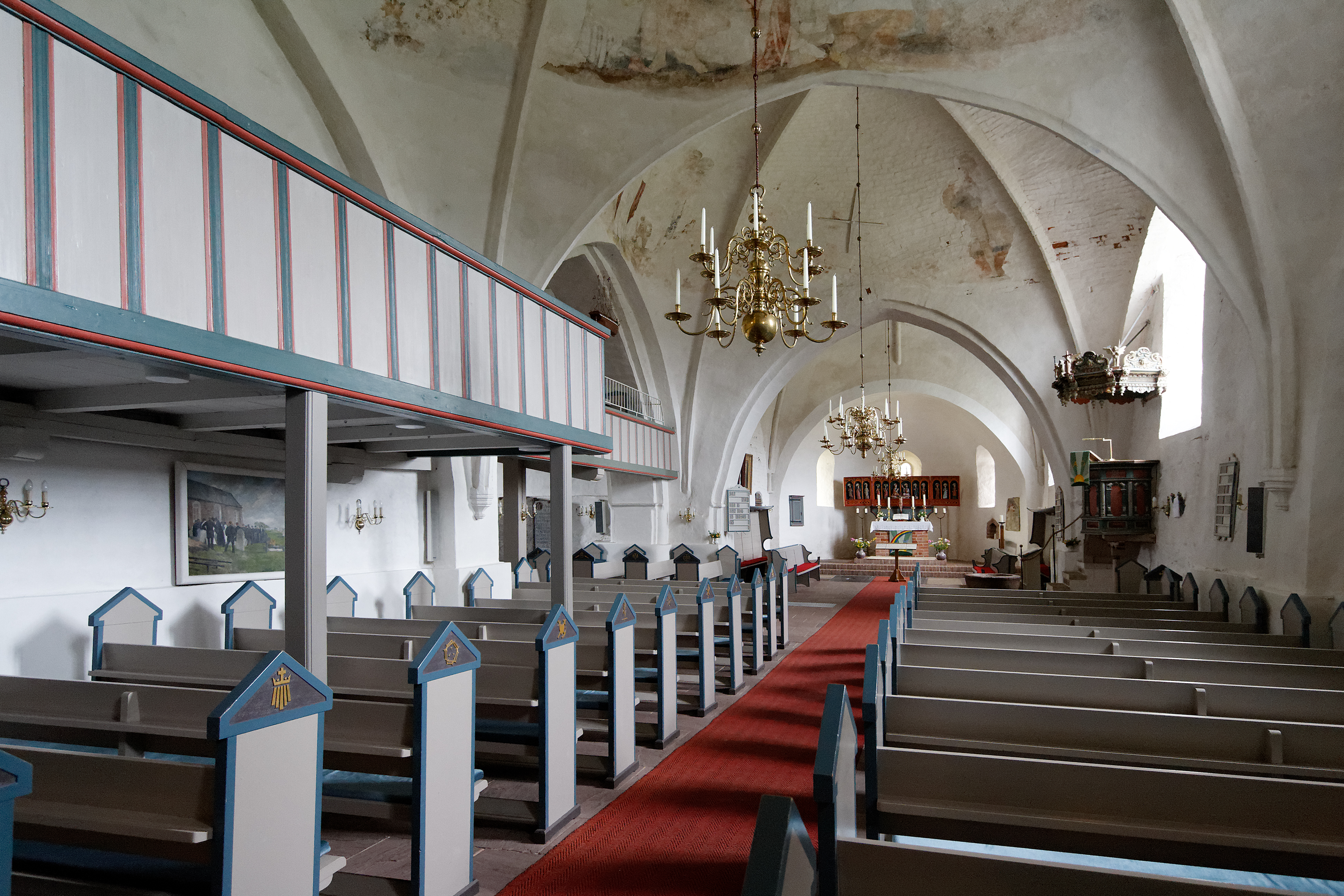
Kerkschip richting koor

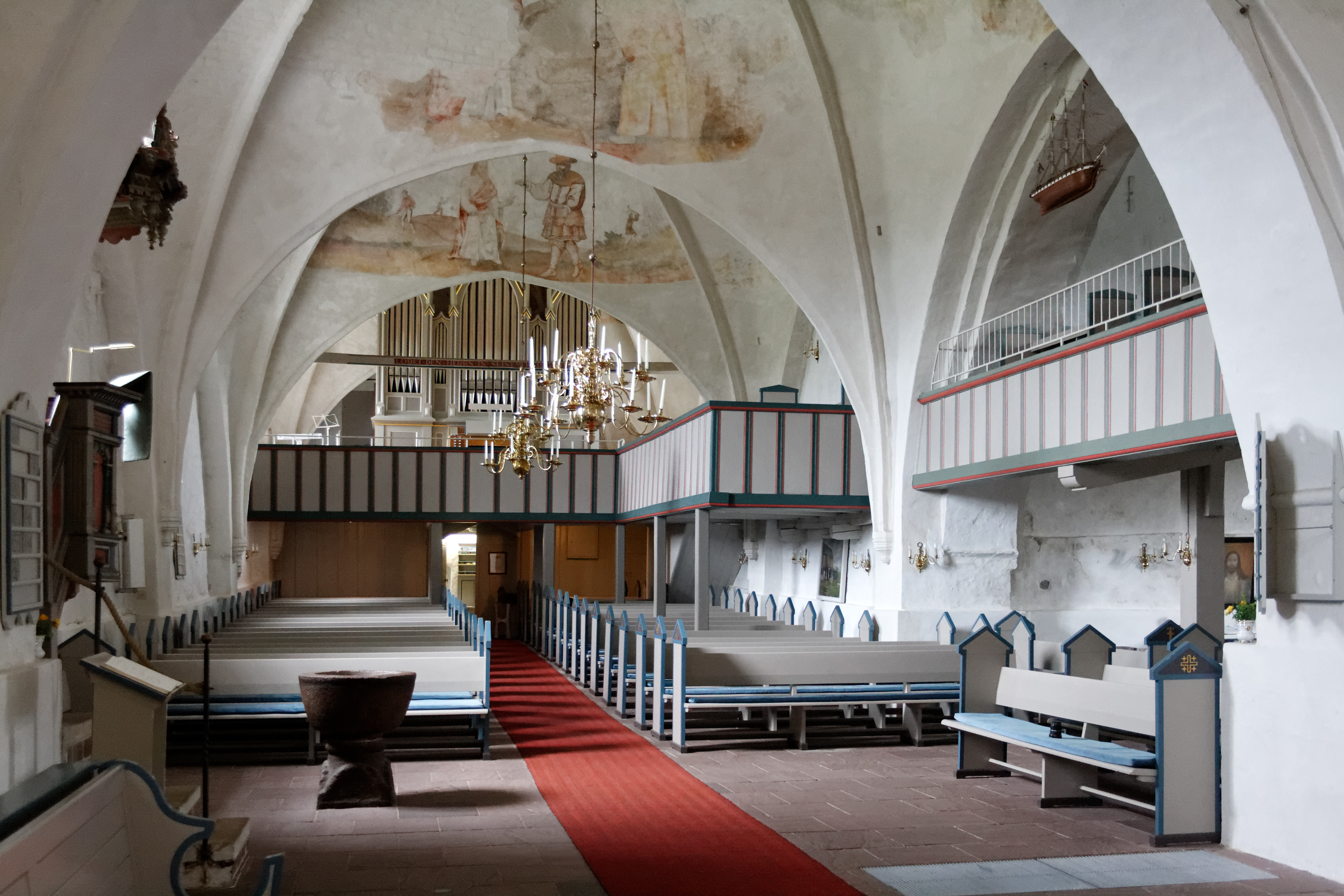
Kerkschip richting orgel

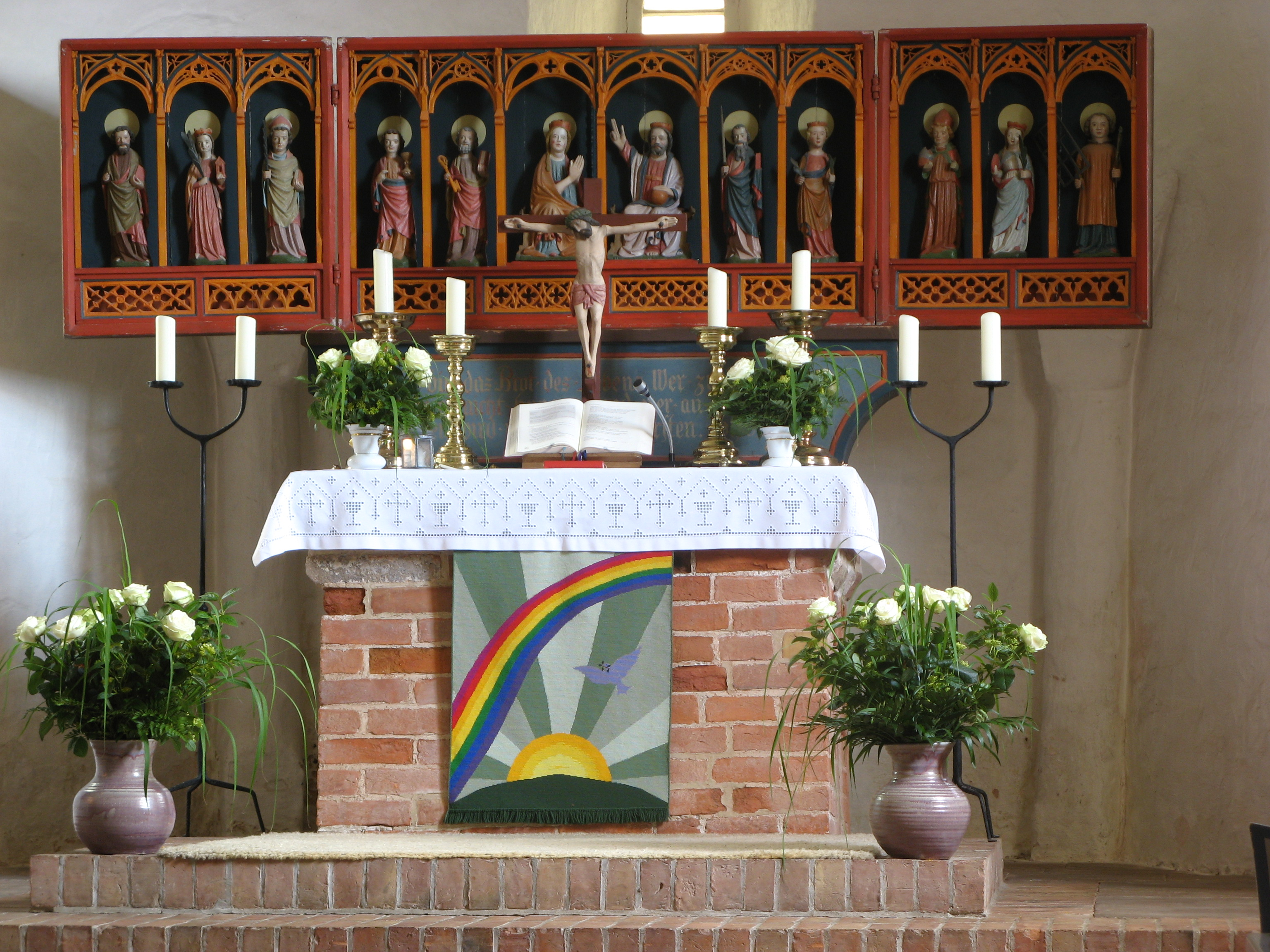
Altaar

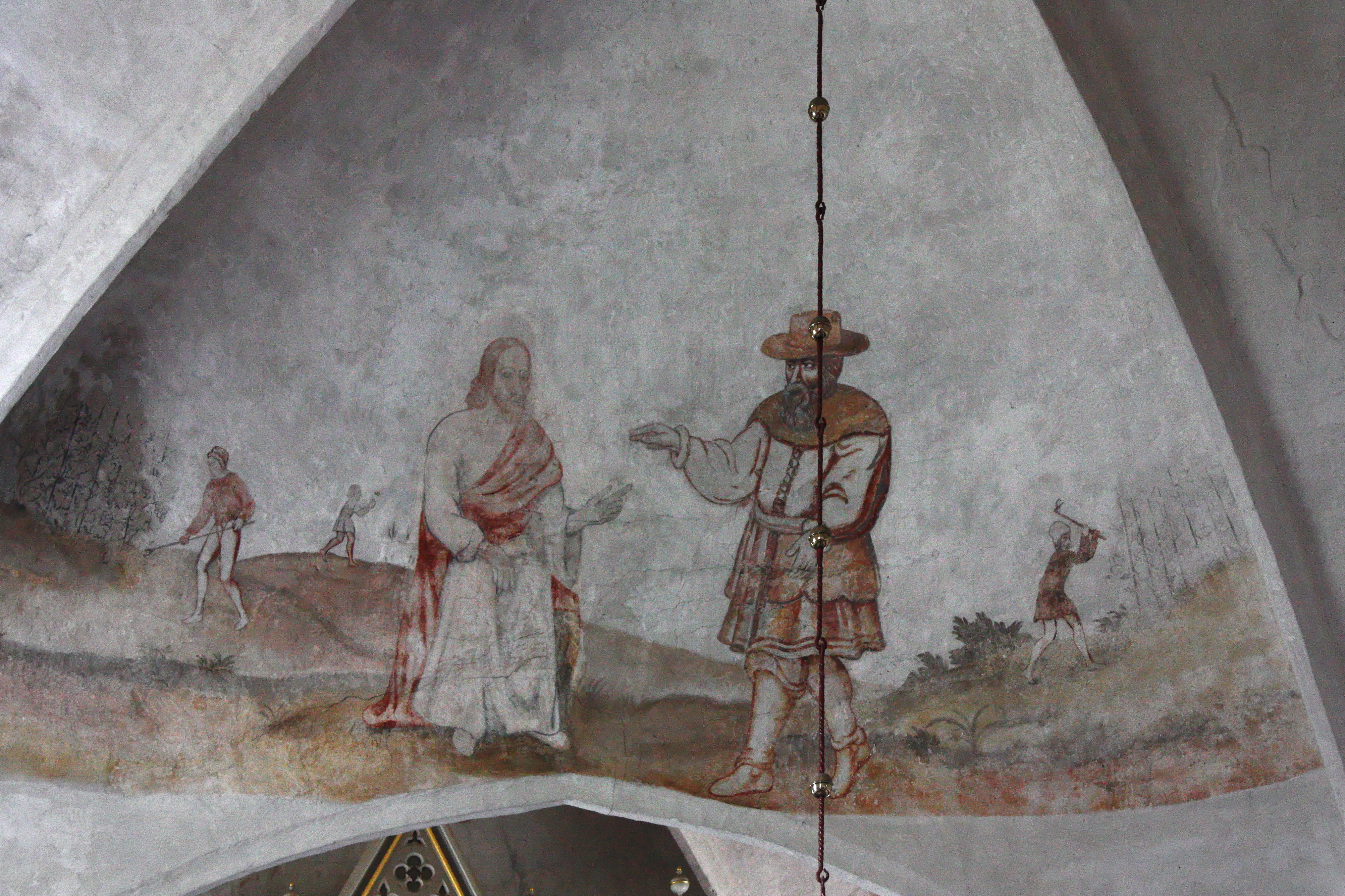
Gewelffresco's

Voor het eerst wordt er van de kerk melding gemaakt in een index van kerken uit het jaar 1240. Het bouwwerk werd in de loop der eeuwen herhaaldelijk vergroot. Oorspronkelijk ontstond tegen het einde van de 12e eeuw een romaanse bouw van granietstenen, waarvan delen van het muurwerk bewaard bleven. Het toenmalige kerkgebouw bestond uit een rechthoekig kerkschip zonder toren. Het had de hoogte en breedte en circa een derde van de lengte van het huidige kerkschip. Waarschijnlijk sloot zich in het oosten een vierkant of rechthoekig koor en een halfronde apsis aan. Anders dan andere kerken uit de regio werd de middeleeuwse Laurentiuskerk mogelijk geheel van graniet opgetrokken, terwijl de andere kerken meestal een granieten onderbouw kenden en met bak- of tufsteen werden voltooid.
In de eerste helft van de 13 eeuw volgde een belangrijke vergroting van het kerkgebouw. In dezelfde periode begonnen bakstenen de granieten blokken als bouwmateriaal af te lossen. De westelijke muur van de kerk werd verwijderd om ze met circa negen meter te verlengen. De bij de sloopwerkzaamheden vrijgekomen granieten blokken werden bij de verlenging opnieuw gebruikt, het overige deel van de nieuwbouw vond met baksteen plaats. Kenmerkend voor de laat-romaanse architectuur zijn de vensters van de nieuw muren, die licht spitsvormig zijn. Vrijwel tegelijkertijd kreeg de kerk in het oosten een nieuw koor en een nieuwe driezijdige apsis. Aan de zuidelijke zijde van het koor is een dichtgemetseld priesterportaal te zien, die de kerk met een rietgedekt voorhuis verbond, dat zich tot het dichtmetselen van de deur in 1844 ten zuiden van de kerk aansloot.
Nog in de 13e eeuw werd een tweede vergroting van de kerk gepland. In plaats van een compleet transept, zoals bij de Sint-Johanneskerk in Nieblum, werd een vierkant noordelijk transept gebouwd. De vensters van de grotere altaarruimte kregen de gotische eigenschappen. Net als bij de westelijke verlenging en de bouw van de nieuwe apsis werden ook de bij de noordelijke uitbreiding vrijgekomen oude granietblokken opnieuw gebruikt. Alhoewel in de 13e eeuw reeds de huidige grootte van het kerkschip werd bereikt, ontbrak er nog een massieve toren. De bouw van de toren van de Laurentiuskerk volgde in de loop van de 15e eeuw in een laatgotische bouwperiode. De werkzaamheden behelsden ook de vervanging van de oorspronkelijk vlakke zoldering door de inbouw van gewelven in het kerkschip, het aanbrengen van nieuwe kerkvensters en de aanbouw van een sacristie.
Het Noordzeeklimaat werkte gedurende de eeuwen zo op de gebouwen in, dat alle drie de historische kerken op Föhr hun oorspronkelijke buitenschil van de muren op enkele resten na vrijwel geheel verloren.
In de toren hangen drie bronzen klokken, een in 1869 omgesmolten klok uit 1753 en twee kleinere klokken uit 1965 en 1966.

## Interieur

#### Altaar
Het in de middeleeuwen gemetselde altaar heeft een retabel met houten beelden die op basis van stijlkenmerken in het derde kwart van de 15e eeuw worden gerangschikt. Op het altaar staan twee paren kandelaren, waarvan het oudste paar uit de late gotiek van rond 1500 dateert. Het jongere paar kandelaren zijn barok en werden in 1680 door Janes Petersen geschonken. Tussen de kandelaren staat een laatgotische crucifix uit het einde van de 15e eeuw.

#### Doopvonten
De kerk kent twee doopvonten. Het barokke marmeren doopvont liet kapitein Rörd Früdden uit Klintum in 1752 in de Italiaanse havenstad Livorno maken. Hij schonk het aan de Laurentiuskerk. Het romaanse doopbekken is het oudste onderdeel van de kerk. Het dateert uit de 12e eeuw en stond lange tijd in dezelfde ruimte als het marmeren doopvont opgesteld. Naast de deur van het kerkschip bevindt zich een kastje uit de 18e eeuw. Elk dorp van de parochie had een eigen gleuf in de deksel van deze zogenaamde Confitentenlade. Kerkleden konden zich door een naambriefje in de gleuf van het eigen dorp te steken melden voor het Heilig Avondmaal.

#### Kansel
De kansel bezit eenvoudige stijlkenmerken uit de late renaissance en werd in het begin van de 17e eeuw gebouwd. Het klankbord stamt uit de tweede helft van de 17e eeuw. Het kleurschema van de kansel dateert uit 1671 en werd in 1952 vernieuwd.

#### Muurschilderingen
De barokke muurbeschilderingen sieren sinds 1670 alle gewelven. Lange tijd waren ze overgekalkt, maar in het kader van de renovatie in 1954 werden ze blootgelegd en in de jaren 1955-1956 gerestaureerd, aangevuld resp. overgeschilderd. Een origineel barok fresco van de figuur van de beul uit het verhaal van Johannes' onthoofding bevindt zich boven het orgel. De aanmerkelijk slechter bewaarde beschilderingen uit de beide oostelijke gewelven van het kerkschip werden in 1956-1958 gerestaureerd. Het hoge zoutgehalte en de door de verwarming veroorzaakte schommelingen in de vochtigheid van het interieur leidden echter in de jaren 1960- 1980 tot nieuwe schade en onderzoek door het Deutsches Zentrum für Handwerk und Denkmalpflege in Fulda. De uitkomsten van het onderzoek leidde tot een nieuwe, behoedzame restauratie door de Hamburger restaurateur Christian Leonhardt van 1997 tot 2000.

#### Kroonluchters
In het kerkschip en het koor hangen drie barokke messing kroonluchters. De middelste met paardenkoppen aan de lichtarmen werd in 1702 geschonken door Peter Petersen. De andere twee dateren uit 1677 en werden geschonken door de walviscommandeurs Matthias Petersen en zijn broer John.

#### Orgel
Het orgel met zijn neogotische orgelkas werd in de jaren 1887-1890 gebouwd door Marcussen & Søn uit Aabenraa gebouwd. Door ingrijpende verbouwingen en vergroting van het orgel in 1948 en 1962 verloor het instrument zijn oorspronkelijke klank. De orgelbouwer G. Christian Lobback renoveerde het orgel in de jaren 1989-1990.

## Kerkhof
het kerkhof ligt te noorden, oosten en zuiden van de kerk. Net als op de kerkhoven van de andere middeleeuwse kerken van Föhr staan ook hier meerdere zogenaamde "sprekende grafstenen". Vaak zijn de stenen voorzien van een korte levensbeschrijving van de overledene.

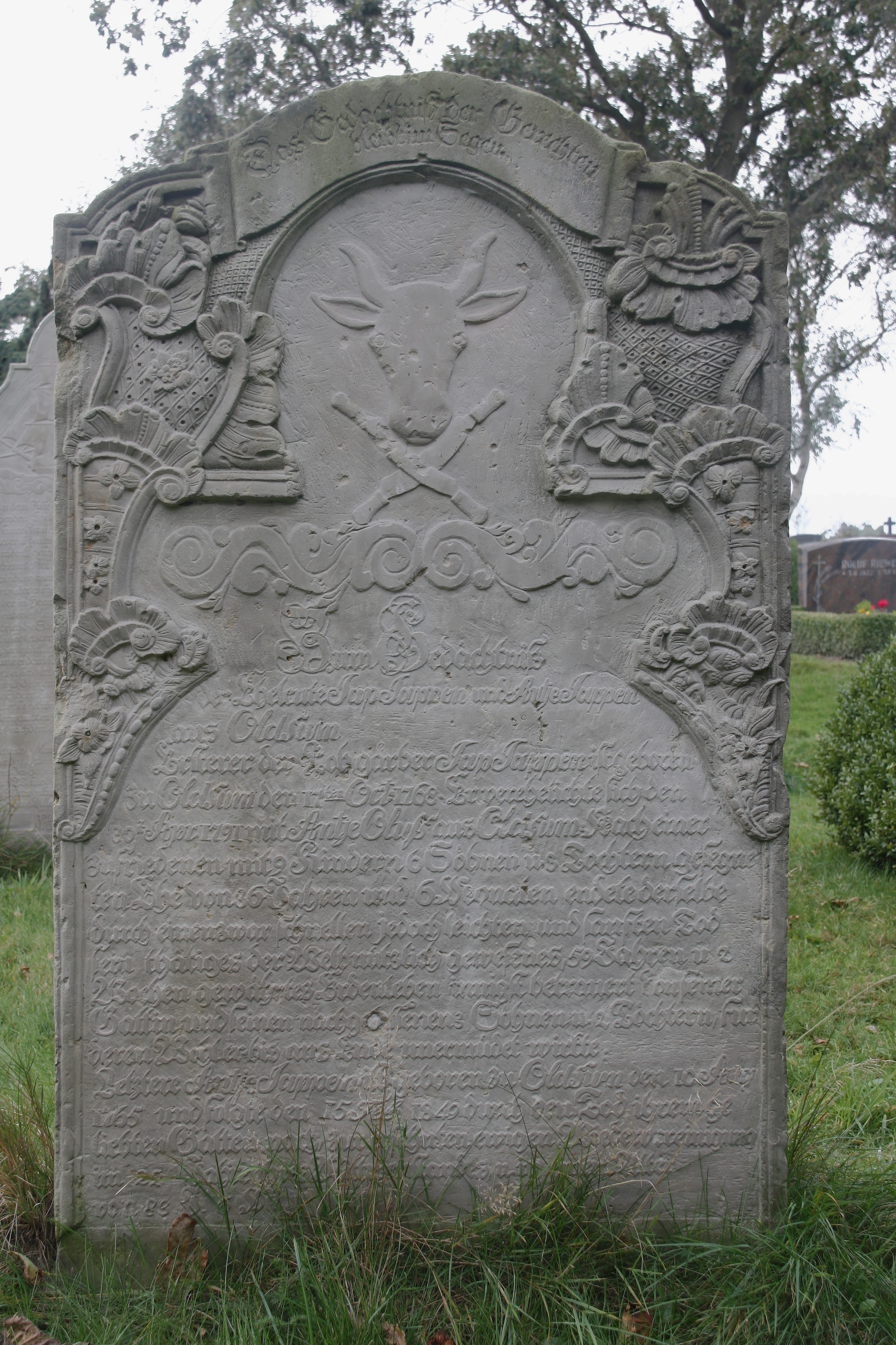
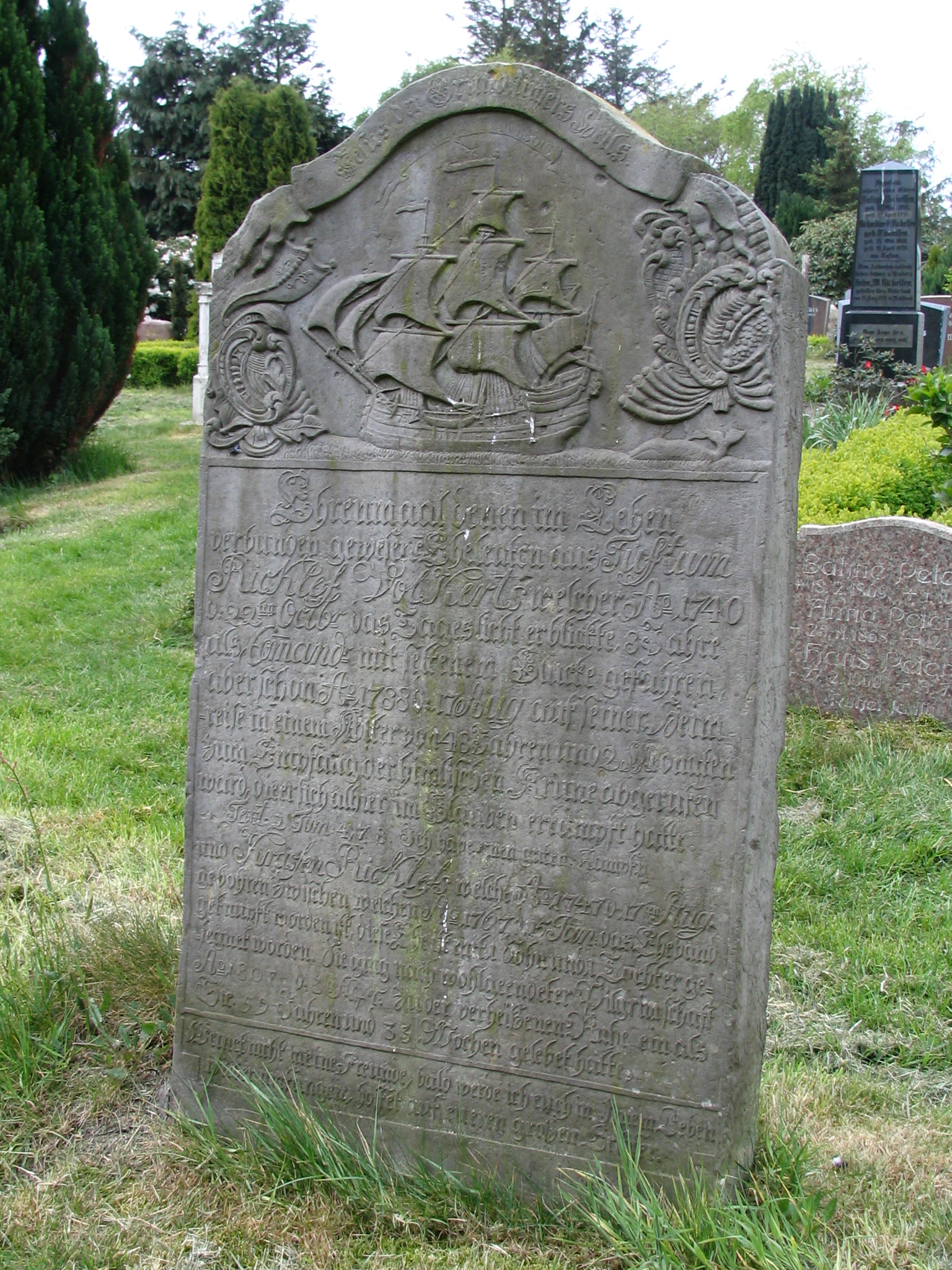
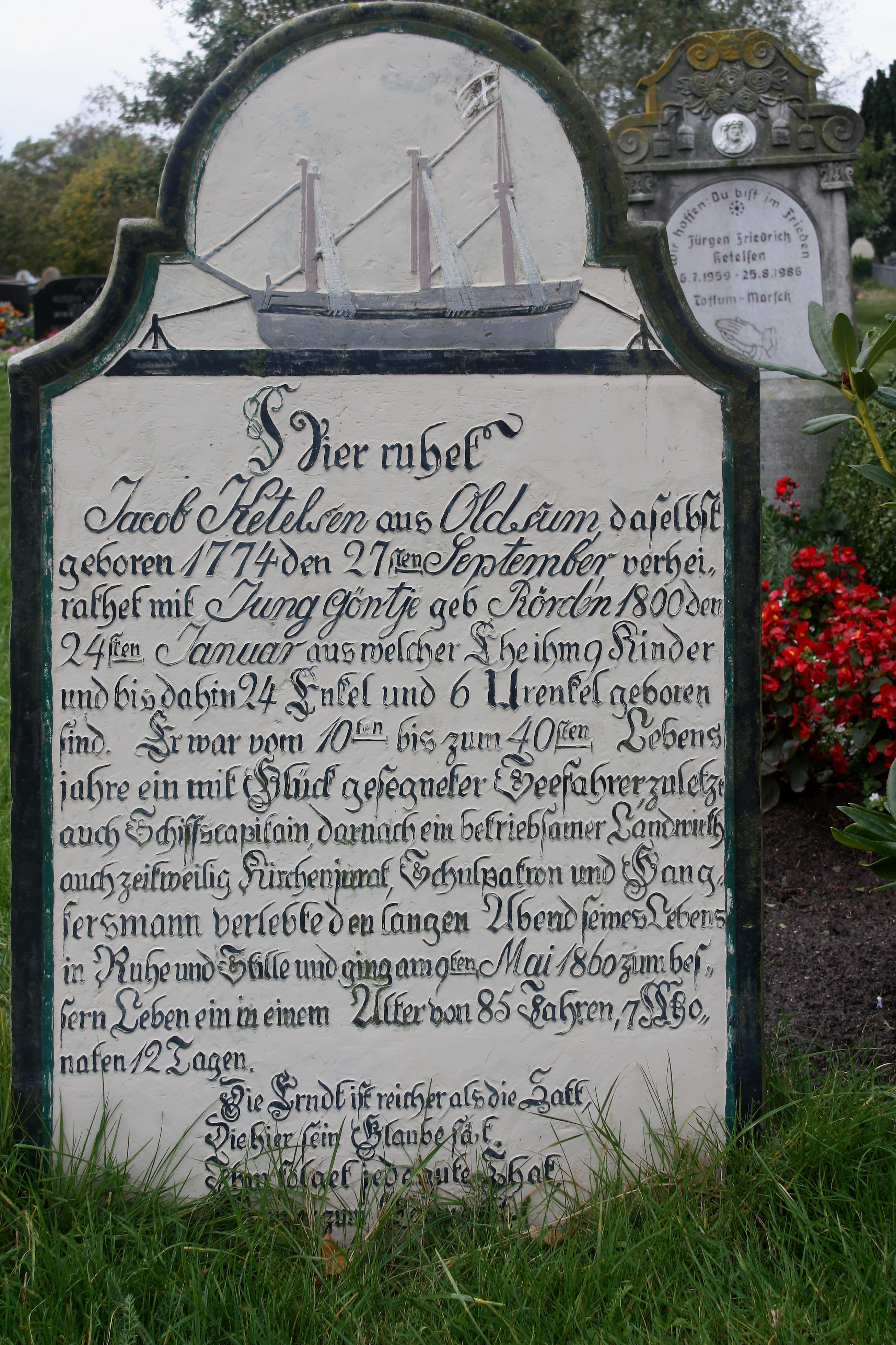
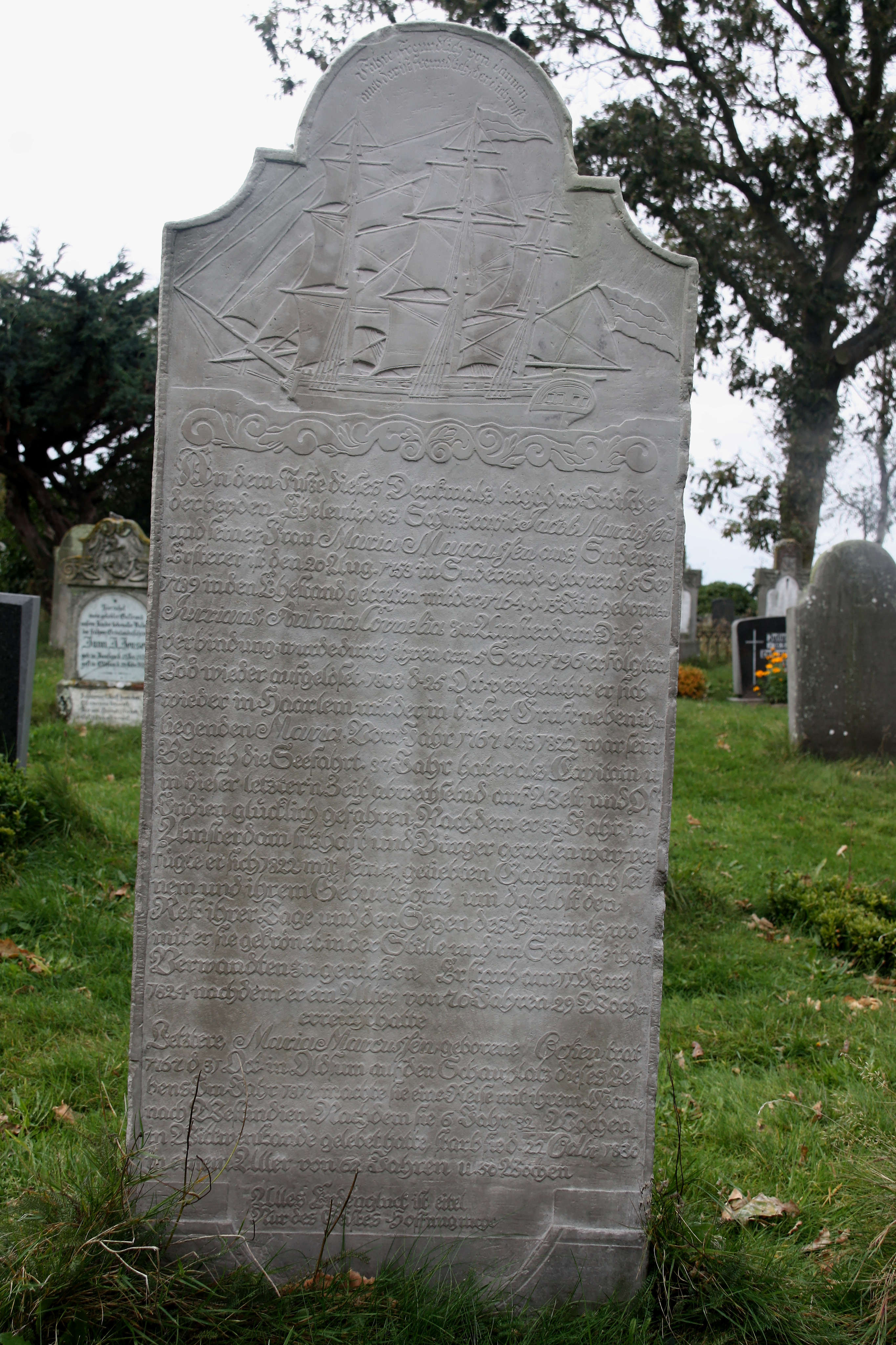
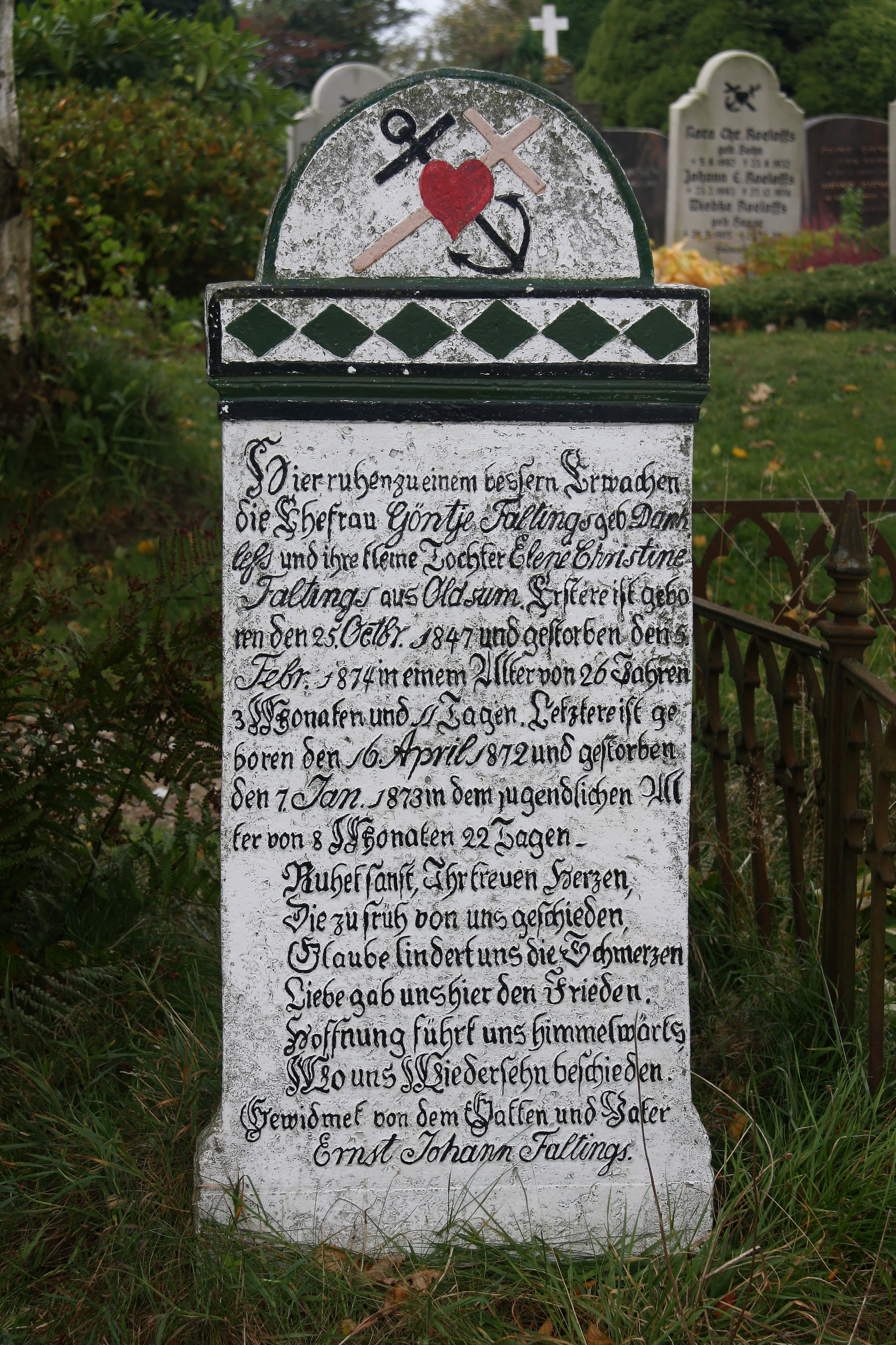
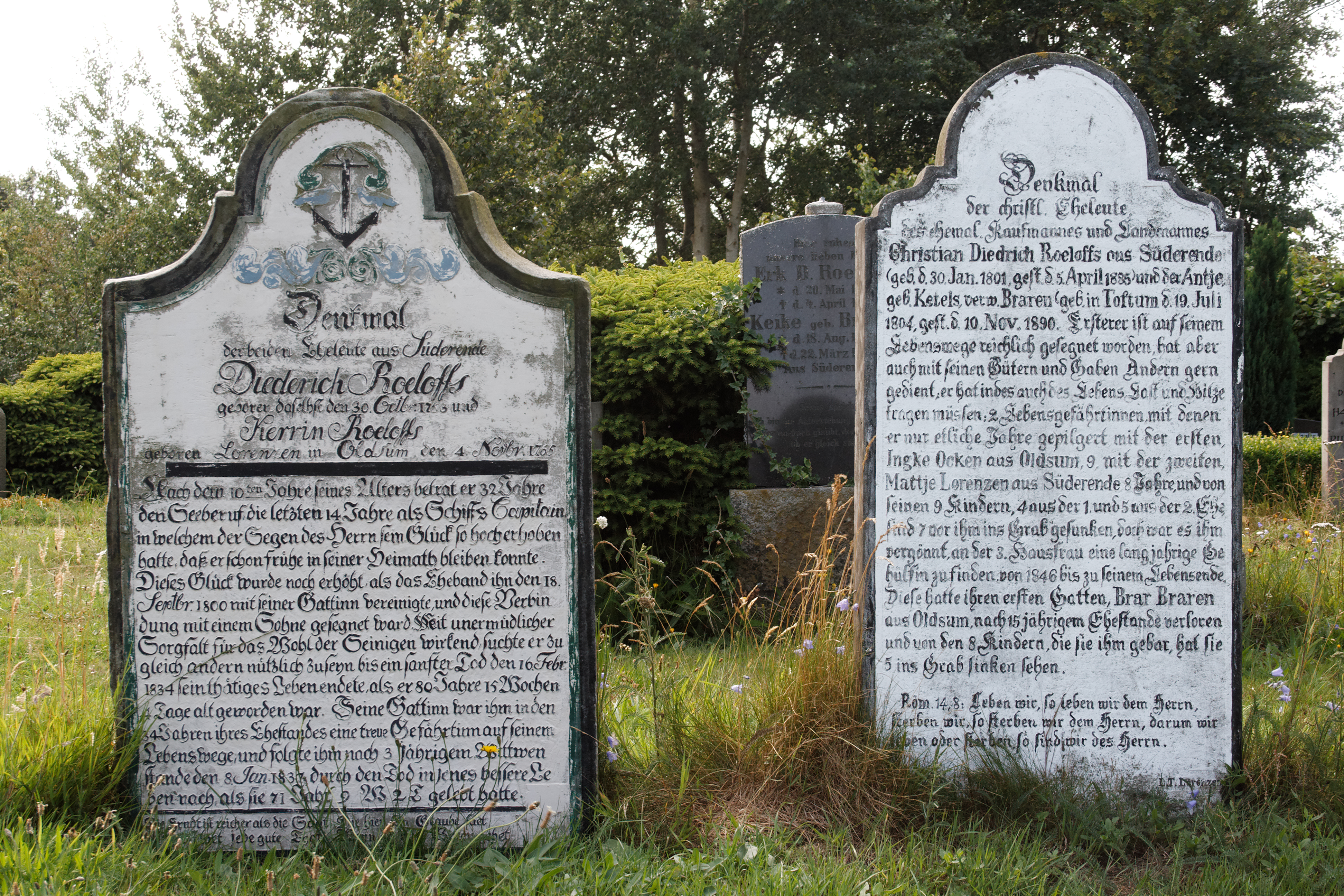